# Chicago Hope : La Vie à tout prix
Pour les articles homonymes, voir Hope.
Chicago Hope : La Vie à tout prix ou L'Hôpital Chicago Hope (Chicago Hope) est une série télévisée américaine en 141 épisodes de 42 minutes, créée par David E. Kelley et diffusée entre le 18 septembre 1994 et le 4 mai 2000 sur le réseau CBS.
En France, la saison 1 a été partiellement diffusée sous le titre La Vie à tout prix, du 31 août 1996 au 19 octobre 1996 sur France 2. Puis les saisons 1 et 2 sous le titre Chicago Hope: La Vie à tout prix, du 29 juin 1998 au 2 septembre 1998 sur France 2. Du 8 avril 1998 sur RTL9 sous le titre Chicago Hospital. Reprise sur TF1 de la saison 3 à la saison 5 sous le titre Chicago Hope du 8 décembre 1998 au 8 octobre 1999, puis la saison 6 du 9 novembre 2004 du 17 décembre 2004 sur TF1 et sur le câble, à partir du 1er février 2004 sur Série Club. Au Québec, la série a été diffusée dès le 18 janvier 1998 sur Canal Vie, puis rediffusée dès le 9 janvier 2001 sur Séries+, et en clair dès le 1er juin 2009 sur le réseau V.

## Synopsis
Cette série met en scène l'équipe médicale d'un hôpital de Chicago qui doit faire face à des conflits d'intérêts, des problèmes d'éthique, des vies personnelles compliquées mais pour qui sauver une vie reste essentiel.

## Distribution
- Mandy Patinkin (VF : Daniel Beretta) : Dr Jeffrey Geiger (saisons 1, 2 et 6)
- Adam Arkin (VF : Mathieu Rivolier) : Dr Aaron Shutt
- Roxanne Hart (VF : Dominique Bailly) : Camille Shutt (saisons 1 et 2)
- E. G. Marshall (VF : Christian Alers) : Dr Arthur Thurmond (saison 1)
- Hector Elizondo (VF : François Jaubert) : Dr Phillip Watters
- Christine Lahti (VF : Danièle Volle) : Dr Kathryn Austin (saisons 2 à 5)
- Peter Berg (VF : Thierry Mercier) : Dr Billy Kronk (invité saison 1, principal 2 à 5)
- Peter MacNicol (VF : Denis Boileau) : Alan Birch (saisons 1 et 2)
- Thomas Gibson (VF : Denis Laustriat) : Dr Daniel Nyland (saisons 1 à 3)
- Roma Maffia (VF : Monique Nevers) : Angela Giandamenicio (saison 1)
- Vondie Curtis-Hall (VF : Patrick Messe) : Dr Dennis Hancock (invitée saison 1, principale 2 à 5)
- Jayne Brook (VF : Dominique Chauby) : Dr Diane Grad (invitée saison 1, principale 2 à 5)
- Mark Harmon (VF : Philippe Peythieu) : Dr Jack McNeil (saisons 3 à 6)
- Rocky Carroll (VF : Serge Faliu) : Dr Keith Wilkes (saisons 3 à 6)
- Barbara Hershey (VF : Sophie Deschaumes) : Dr Francesca Alberghetti (saison 6)
- Carla Gugino (VF : Zaïra Benbadis) : Dr Gina Simon (saison 6)
- Lauren Holly (VF : Élisabeth Wiener) : Dr Jeremy Hanlon (saison 6)
- Kristin Rudrüd  : Amelia Robling (saison 3, épisode 18  « Growing Pains »)

- Version française : 
  - Sociétés de doublage : Libra Films[8]
  - Direction artistique : Pierre Valmy (saison 1), Catherine Le Lann (saisons 2 à 5),François Jaubert (saisons 5 à 6)[8]
  - Adaptation des dialogues : Franco Quaglia, Daniel Danglard et Amélie Morin[8]

Sources VF : Doublage Séries Database

## Épisodes

### Première saison (1994-1995)
1. La Séparation (Pilot)
2. À cœur ouvert (Over the Rainbow)
3. La Mort droit dans les yeux (Food Chains)
4. Le Droit à la vie (With the Greatest of Ease)
5. Histoires de cœur (You Gotta Have Heart)
6. La Fusillade (Shutt Down)
7. La Jument et le tueur obèse (Genevieve and Fat Boy)
8. Une mort digne (Death Be Proud)
9. Défaillances (Heartbreak)
10. La Quarantaine (The Quarantine)
11. Preuves d'amour (Love and Hope)
12. L'Ambition d’un père (Great White Hope)
13. Petits sacrifices (Small Sacrifices)
14. Je t'aime à la folie (Cutting Edges)
15. Opération danger (Life Support)
16. Dégels (Freeze Outs)
17. Chant de douleur (Growth Pains)
18. Grave décision (Informed Consent)
19. Affaires internes (Internal Affairs)
20. Le Virus (The Virus)
21. Jusqu’au bout de l’espoir (Full Moon)
22. Le Chant du coucou (Songs from the Cuckoo Birds)

### Deuxième saison (1995-1996)
1. Affaires de cœur (Hello Goodbye)
2. Ressuscité d'entre les morts (Rise from the Dead)
3. Drame sur le ring (A Coupla Stiffs)
4. Le Don de soi (Every Day a Little Death)
5. Faites vos jeux (Wild Cards)
6. Qui a coupé le courant ? (Who Turned out the Lights?)
7. Vent de folie (From Soup to Nuts)
8. Congé sabbatique (Leave of Absence)
9. Lève-toi et marche (Stand)
10. Question d'éthique (The Ethics of Hope)
11. Un Noël mouvementé (Christmas Truce)
12. Un cœur tout neuf (Transplanted Affection)
13. Rivalités (Three Old Men and a Lady)
14. Liberté de choix (Right to Life)
15. Le Cri du cœur (Hearts and Minds)
16. Chagrin de femmes (Women on the Verge)
17. Les Canaux de la vie (Life Lines)
18. Sous le signe d'Eros (Sexual Perversity at Chicago Hope)
19. Capitulations (Sweet Surrender)
20. La Valse des parents (The Parent Rap)
21. Panique aux urgences (Quiet Riot)
22. Valse hésitation (Ex Marks the Spot)
23. Le dernier qui sort éteint la lumière (Last One out, Get the Lights)

### Troisième saison (1996-1997)
1. Partir, revenir - 1re partie (Out of Africa - Part 1)
2. Partir, revenir - 2e partie (Back to the Future - Part 2)
3. Papa se promène dans un sac (Papa’s Got a Brand New Bag)
4. La Mort au ventre (Liver Let Die)
5. Menteur, menteur (Liar, Liar)
6. Plus fort que tout (Higher Powers)
7. Au bout du chemin (A Time to Kill)
8. Une journée difficile (A Day in the Life)
9. L'Ami en question (Divided Loyalty)
10. Mensonge et vérité (V-Fibbing)
11. Un amour de momie (Mummy Dearest)
12. Décisions partagées (Split Decisions)
13. Verdicts (Verdicts)
14. Prise d'otages (The Day of the Rope)
15. Prends soin de ma femme (Take My Wife, Please)
16. Maman - 1re partie (Missed Conception - Part 1)
17. Maman - 2e partie (Mother, May I? - Part 2)
18. Multiples conflits (Growing Pains)
19. Pères et fils (The Son Also Rises)
20. Deuxième chance (Second Chances)
21. La Leçon d'expérience (Positive I.D.'s)
22. Chacun son ego (Leggo My Ego)
23. Le Revenant (Colonel of Truth)
24. La police veut un coupable (Lamb to the Slaughter)
25. Amour quand tu nous tiens (Love on the Rocks)
26. Miracles à l'hôpital (Hope Against Hope)

### Quatrième saison (1997-1998)
1. Les roses ont des épines (Guns n'Roses)
2. Munchausen… par défaut (The Incredible Adventures of Baron Von Munchausen… by Proxy)
3. Comédie cérébrale (Brain Salad Surgery)
4. Sympathie pour le diable (Sympathy for the Devil)
5. Jeux de mains (…And the Hand Played On)
6. L'Amour d'une sœur (The Lung and the Restless)
7. Solution jetable (White Trash)
8. À tire d'aile (Winging It)
9. En attendant lundi (Cabin Fever)
10. Au nom de la famille (All in the Family)
11. Quand le père Noël passe (On Golden Pons)
12. Histoire de cœur (Broken Hearts)
13. Et Dieu dans tout cela ? (Memento Mori)
14. Un oiseau aux trousses (Psychodrama)
15. Ces liens qui nous unissent (The Ties That Bind)
16. Au nom de l'amour (The Things We Do for Love)
17. Avec des fleurs (Liver, Hold the Mushrooms)
18. La Partie perdue (Waging Bull)
19. Le Syndrome de QT Long (Objects are Closer Than They Appear)
20. Délivrance (Deliverance)
21. Suicide (Bridge over Troubled Watters)
22. Un métier à risques - 1re partie (Risky Business - Part 1)
23. Parti sans laisser d'adresse - 2e partie (Absent Without Leave - Part 2)
24. Soigne toi toi-même (Physician, Heal Thyself)

### Cinquième saison (1998-1999)
1. Gaz toxique (Sarindipity)
2. Austin dans les étoiles (Austin Space)
3. Vu à la télé (Wag the Doc)
4. Mères en détresse (The Breast and the Brightest)
5. Les Cent-Unes Damnations (One Hundred and One Damnations)
6. Grandeur et décadence (Viagra-Vated Assault)
7. Fausse note en plein ciel (Austin, We Have a Problem)
8. Reportage spécial (The Other Cheek)
9. Le Lama et Jésus (Tantric Turkey)
10. Un enfant dans la tourmente (Gun with the Wind)
11. Diagnostic erroné (McNeil and Pray)
12. Les Joies du baby-sitting (Adventures in Babysitting)
13. Sara et les tarots (Karmic Relief)
14. Transmission (Playing Through)
15. La Main de sa mère (Big Hand for the Little Lady
16. Sur les traces du passé (Home is Where the Heartache Is)
17. Mort d'un brave chien (A Goy and His Dog)
18. La Voix de mon maître (Teacher's Pet)
19. Folie douce (Vanishing Acts)
20. Un petit détail (From Here to Maternity)
21. Les Octuplés (And Baby Makes Ten)
22. Le Baiser de la mort (Kiss of Death)
23. Le ciel peut attendre (The Heavens Can Wait)
24. Sauvez Jenny (Curing Cancer)

### Sixième saison (1999-2000)
1. Un mort très encombrant (Team Play)
2. Un cœur pour deux (Y' Gotta Have Heart)
3. La Machine humaine (Oh What a Piece of Work is Man)
4. Mauvais sang (Vigilance and Care)
5. Le Tout pour le tout (Humpty Dumpty)
6. Une première à l'hôpital (Upstairs, Downstairs)
7. Lapin blanc (White Rabbit)
8. Greffe par satellite (The Heart to Heart)
9. Opération bookmaker (The Golden Hour)
10. Le Corps et l'âme (Hanlon's Choice)
11. Foi, espoir et chirurgie (Faith, Hope & Surgery)
12. Un fantôme du passé (Letting Go)
13. Féminin, masculin (Boys Will Be Girls)
14. Cas de conscience (Gray Matters)
15. Coupes sombres (Painful Cuts)
16. Opération clandestine (Simon Sez)
17. Cœurs transis (Cold Hearts)
18. Liens du sang (Devoted Attachment)
19. Miller entre en scène (Miller Time)
20. La Dictature de Miller (Thoughts of You)
21. Tout le monde est spécial à Chicago Hope (Everybody's Special at Chicago Hope)
22. Le Dernier Espoir (Have I Got a Deal For You)

## Accueil

### Distinctions

#### Récompenses
- Emmy Award 1995 : Meilleur acteur dans une série dramatique pour Mandy Patinkin
- Emmy Award 1995 : Meilleure photographie de Tim Suhrstedt (en) pour l'épisode À cœur ouvert
- Emmy Award 1996 : Meilleur casting de série
- Emmy Award 1996 : Meilleure réalisation de Jeremy Kagan pour l'épisode Congé sabbatique
- Emmy Award 1997 : Meilleur acteur dans un second rôle pour Hector Elizondo
- Emmy Award 1998 : Meilleure actrice dans une série dramatique pour Christine Lahti
- Emmy Award 1998 : Meilleur son pour l'épisode Comédie cérébrale
- Golden Globe Award 1998 : Meilleure actrice dans une série dramatique pour Christine Lahti

## Autour de la série
Aux États-Unis, CBS a lancé la série la même semaine qu’Urgences (ER) sur NBC. En septembre 1994, les deux séries médicales concurrentes ont même occupé la même case de diffusion, le jeudi soir à 22 h. Urgences a toujours fait de l’ombre à sa concurrente. En fin de première saison, cette dernière était déjà la deuxième série la plus regardée aux États-Unis après Seinfeld, amorçant plus de dix ans de triomphe. Chicago Hope devait alors se contenter de la 29e position. Au cours de sa diffusion, la série a changé de case à plusieurs reprises, passant par le lundi et le mercredi, pour revenir au jeudi en fin de carrière.